# Underworld: Awakening
Underworld: Awakening ist ein Fantasy/Horror-Actionfilm aus dem Jahr 2012 der Regisseure Måns Mårlind und Björn Stein. Er ist der vierte Teil der Underworld-Filmreihe und der dritte Teil mit Kate Beckinsale in der Hauptrolle und spielt etwa 12 Jahre nach den Ereignissen von Underworld: Evolution. Der Film startete am 2. Februar 2012 in den deutschen Kinos.

## Handlung
Nach den Ereignissen von Underworld: Evolution haben die Menschen entdeckt, dass sich zwei Mutationen des Homo sapiens entwickelt und jahrhundertelang unentdeckt auf der Erde gelebt haben. Es beginnt eine kriegerische Säuberungsaktion der Menschen gegen Vampire und  Lykaner (Werwölfe), die mit deren beinahe vollständiger Auslöschung endet. Auf der Flucht wird Selene mit Michael gefangen genommen und kryokonserviert.
Als die als „Subjekt 1“ bezeichnete Selene zwölf Jahre später aus der Kältestarre erwacht, sieht sie einige Geschehnisse durch die Augen ihres Befreiers, des „Subjekt 2“. Sie flieht aus der Einrichtung namens „Antigen“, beginnt eine gnadenlose Suche nach den Hintergründen und landet schließlich im Untergrund der Stadt. Dort trifft sie auf einen sie verfolgenden Vampir, David, und eine auf der Jagd befindliche Horde Lykaner. Erneut sieht sie durch die Augen des gejagten Befreiers. In der Annahme, es handle sich um Michael, greift sie ein und verjagt die Werwölfe kurzfristig. Statt des Hybriden Michael findet sie jedoch ein verängstigtes Mädchen namens Eve. Auf der weiteren Flucht vor den Lykanern weiß Eve sich aber trotz einer tiefen Wunde eindrucksvoll zu verteidigen. Selene wird bewusst, dass das Mädchen ihre und Michaels Tochter ist und damit ebenfalls ein Hybridwesen sein muss.
David führt Selene und das Mädchen zu einem von seinem Vater angeführten und in einer Grotte unter einem Staudamm lebenden Orden. Auf dem Weg dorthin geht es Eve immer schlechter. Die beiden vermuten, dass sie sich nicht selbst heilen könne, was jedoch ein Irrtum ist, wie sie später in der Grotte durch die Heilerin erfahren: Eve war nur sehr geschwächt, und dadurch ging die Heilung äußerst langsam voran. Nachdem die Heilerin sie mit Blut genährt hat, gesundet Eve zum allgemeinen Erstaunen viel schneller als gewöhnliche Vampire.
Selene ist aufgrund ihrer Vergangenheit bei den Vampiren in der Grotte unerwünscht. Wenig später dringen Lykaner, die entgegen den Vermutungen der Vampire mächtiger denn je sind, in das unterirdische Höhlensystem ein und töten zahlreiche Vampire, darunter auch David. Im Kampf mit einem gewaltigen, übermächtigen Lykaner wird Selene außer Gefecht gesetzt. Als sie erwacht, hat Davids Vater Eve bereits an die Lykaner ausgeliefert. Ehe sich Selene auf den Weg macht, ihre Tochter zu befreien, erweckt sie mit ihrem Blut und einer Herzmassage David zum Leben.
Um den Aufenthaltsort ihrer Tochter ausfindig zu machen, setzt sich Selene mit dem menschlichen Polizisten Sebastian in Verbindung. Dieser war mit einer Vampirin verheiratet, die den Säuberungsaktionen zum Opfer fiel. Durch seine Informationen wird klar, dass Eve erneut in den Laboren von „Antigen“ gefangen gehalten wird. Die Wissenschaftler des Instituts wurden beauftragt, einen Impfstoff gegen Vampire und Lykaner zu erstellen. Tatsächlich jedoch wird das Genlabor von Lykanern kontrolliert, die mit dem Hybridwesen Eve ihre eigenen Ziele verfolgen. Dem Lykaner Dr. Jacob Lane gelang es bereits, aus Eves Blut einen Impfstoff herzustellen, der seinen Sohn Quint zu einem beinahe unbesiegbaren Lykaner macht.
Mit Sebastians Hilfe dringt Selene in das Gebäude von „Antigen“ ein und entdeckt den noch eingefrorenen Michael. Mit einem gezielten Schuss leitet sie dessen Auftauprozess ein, eilt dann jedoch zur Rettung ihrer Tochter. In der Tiefgarage kommt es schließlich zum Kampf zwischen Selene und Quint Lane sowie zwischen Eve und dem inzwischen ebenfalls geimpften Jacob Lane. Der schwer angeschlagenen Selene gelingt es letztlich, den weit überlegenen Quint durch eine in seinem Körper platzierte Silber-Granate zu vernichten. Eve tötet Jacob, indem sie ihm die Kehle herausreißt.
Zurück im Labor ist Michael verschwunden. Mit Hilfe von Eve, die jetzt nach Michaels Erwachen durch seine Augen sehen kann, folgen sie ihm auf das Dach des Hauses. Doch auch hier ist er unauffindbar. Der Film endet mit Selenes Schwur, Michael zu finden und die Welt der Vampire von Menschen und Lykanern zurückzuerobern.

## Produktion
Die Dreharbeiten starteten im März 2011 an der Simon Fraser University in Burnaby, British Columbia. Underworld: Awakening ist der erste Teil der Reihe, welcher in 3D aufgenommen wurde.
Scott Speedman, der als Michael Corvin in den ersten beiden Filmen der Reihe auftauchte, ist nur in Rückblenden aus Archivmaterial zu sehen. Sein Charakter ist zusätzlich gelegentlich aus der Ferne zu sehen.

## Filmmusik
| Titelliste | Titelliste |
| --- | ---------- |
| 1. "The Purge" 2. "Underworld Awakening Main Titles" 3. "Raiding the Army Surplus Store" 4. "Non-Human Aggressor" 5. "I Was Subject 2" 6. "Arriving at the Coven" 7. "I've Never Seen a Child Like This" 8. "This Is Not One of Us" 9. "I Know Exactly What You Are" 10. "If You Knew Him as I Did" 11. "Prepare the Armory" 12. "The Uber-Lycan" 13. "Reanimation" 14. "Then Came the Purge" 15. "Selene Returns to Antigen" 16. "Find Her and Destroy Her" 17. "The Lycan Van Escape" 18. "I Heal Instantly" 19. "You Came Back" 20. "Reclaiming the World" 21. "The Melancholy of Resistance" 22. "A New Dawn" 23. "Corner" (Justin Lassen Remix) – Blue Stahli 24. "Under Your Skin" (Deadbeat Remix) – Aesthetic Perfection 25. "Sunrise" – Angelspit |            |
| |            |

| Titelliste | Titelliste |
| --- | ---------- |
| 1. "Made of Stone" (Renholdër Remix) – Evanescence 2. "Heavy Prey" – Lacey Sturm of Flyleaf featuring Geno Lenardo 3. "Blackout" (Renholdër Remix) – Linkin Park 4. "Apart" (Renholdër Remix) – The Cure 5. "Killer & a Queen" – Stella Katsoudas of Sister Soleil featuring Geno Lenardo 6. "Watch Yourself" (Renholdër Remix) – Ministry 7. "Trip the Darkness" (Ben Weinman Remix) – Lacuna Coil 8. "Young Blood" (Renholdër Remix) – The Naked and Famous 9. "It Rapes All In Its Path" – Black Light Burns 10. "The Posthumous Letter" – William Control 11. "How'm I Supposed to Die" – Civil Twilight 12. "Consolation Prize" – & SONS 13. "Liar" (Revenant mix by 8MM) – 8MM 14. "You Won't See the Light" – Ryan T.Hope of The Lifeline featuring Geno Lenardo 15. "Bottle of Pain" – Combichrist 16. "Intruder" – Collide 17. "Exit Wounds" (Justin Lassen Remix) – Justin Lassen featuring Silent Fury |            |
| |            |

## Synchronisation
Die deutsche Synchronisation entstand nach einem Dialogbuch und unter der Dialogregie von Andreas Pollak.
| Darsteller      | Sprecher                   | Rolle               |
| --------------- | -------------------------- | ------------------- |
| Kate Beckinsale | Marie Bierstedt            | Selene              |
| Stephen Rea     | Peter Reinhardt            | Dr. Jacob Lane      |
| Michael Ealy    | Martin Kautz               | Detective Sebastian |
| Theo James      | Alexander Doering          | David               |
| India Eisley    | Marie Christin Morgenstern | Eve                 |
| Sandrine Holt   | Debora Weigert             | Lida                |
| Charles Dance   | Rüdiger Evers              | Thomas              |
| Scott Speedman  | Dennis Schmidt-Foß         | Michael Corvin      |

## Rezeption
Der Film erhielt in Amerika mittlere bis schlechte Kritiken. Die Webseite Metacritic gibt, basierend auf 17 Zeitungskritiken, einen Metascore von 39/100 an. Die Internetseite Rotten Tomatoes zählte von 76 Kritiken 26 % als positiv. Zusammenfassend heißt es dort: "Underworld Awakening bietet mehr fade Action und weniger Story als seine Vorgänger, wodurch sich ein Gefühl von Belanglosigkeit einstellt." (There's more vapid action and less story in Underworld Awakening than previous installments, making the whole affair feel inconsequential.)

„Mehr Tempo, mehr explodierende Köpfe und filetierte Gegner, weniger Mythos, Sinn & Verstand: Mårlind & Stein inszenieren den Fantasy-Actioner „Underworld: Awakening“ wie ein Videospiel für die große Leinwand – optisch durchaus ansprechend, aber inhaltlich leer und ohne Substanz. Ein Ende der Reihe ist dennoch nicht in Sicht, „Underworld 5“ wird in der letzten Szene bereits angedeutet.“

„„Underworld Awakening“ passt perfekt zum sexy Outfit von Kate Beckinsale: Nicht darüber nachdenken, einfach hinschauen und Spaß haben!“

„Actionreicher Horrorfilm, der seine Vorgänger in puncto Furiosität und Ruppigkeit noch übertrifft, aber über keine spannenden Figuren mehr verfügt, die über das reine Spektakel hinaus von Interesse wären. Während die sparsamen 3-D-Effekte den Film wirkungsvoll unterstützen, wirkt der Hang zum Monumentalen eher lachhaft.“

Ungeachtet der Kritiken startete der Film, der in der Produktion etwa 70 Millionen US-Dollar kostete, auf Platz eins der US-Kinocharts und nahm bis März 2012 über 150 Millionen US-Dollar ein.

## Fortsetzung
Der fünfte Film der Serie mit dem Titel Underworld: Blood Wars erschien am 1. Dezember 2016 in den deutschen Kinos.